# Srednjeevropski poletni čas
| vijolična   | Zahodnoevropski čas - WET (UTC±0) Zahodnoevropski poletni čas - WEST (UTC+1) |
| temno modra | Zahodnoevropski čas - WET (UTC±0)                                            |
| rdeča       | Srednjeevropski čas - CET (UTC+1) Srednjeevropski poletni čas - CEST (UTC+2) |
| bež         | Vzhodnoevropski čas - EET (UTC+2) Vzhodnoevropski poletni čas - EEST (UTC+3) |
| rumena      | Kaliningrajski čas - KT (UTC+2)                                              |
| zelena      | Moskovski čas - FET/MT (UTC+3)                                               |

Srédnjeevrópski polétni čàs (angleško Central European Summer Time, CEST) je eden od izrazov za časovni pas UTC+2, ki je 2 uri pred koordiniranim univerzalnim časom (Coordinated Universal Time). Uporablja se v večini evropskih držav in v nekaterih severnoafriških državah. Pozimi je v uporabi srednjeevropski čas, CET (Central European Time oz. UTC+1).
Srednjeevropski poletni čas je poznan tudi pod drugimi imeni oz. kraticami, ki iz njih izhajajo: Middle European Summer Time (MEST), Central European Daylight Saving Time (CEDT) ali Bravo time, po drugi črki fonetične abecede. CEST se pogosto obravnava tudi kot CET.

## Uporaba
Naslednje države in teritoriji uporabljajo CEST poleti, med 1:00 UTC zadnje nedelje v mesecu marcu in 1:00 zadnjo nedeljo v oktobru:
- Albanija, redno od leta 1974
- Andora, redno od leta 1985
- Avstrija, redno od leta 1980
- Belgija, redno od leta 1980
- Bosna in Hercegovina, redno od leta 1983
- Hrvaška, redno od leta 1983
- Češka, redno od leta 1979
- Danska (metropolitan), redno od leta 1980
- Francija, redno od leta 1976
- Nemčija, redno od leta 1980
- Gibraltar, redno od leta 1982
- Madžarska, redno od leta 1980
- Italija, redno od leta 1966
- Lihtenštajn
- Luksemburg, redno od leta 1977
- Malta, redno od leta 1974
- Monako, redno od leta 1976
- Črna gora, redno od leta 1983
- Nizozemska, redno od leta 1977
- Norveška, redno od leta 1980
- Poljska, redno od leta 1977
- Republika Makedonija, redno od leta 1983
- San Marino, redno od leta 1966
- Srbija, redno od leta 1983
- Slovaška, redno od leta 1979
- Slovenija, redno od leta 1983
- Španija (z izjemo Kanarskih otokov), redno od leta 1974
- Švedska, redno od leta 1980
- Švica, redno od leta 1981
- Tunizija, od leta 2005
- Vatikan, redno od leta 1966

CEST so med letoma 1993 in 1995 uporabljali tudi na Portugalskem ter med letoma 1998 in 1999 v Litvi.